# Алфонсо IV д’Есте
Вижте пояснителната страница за други личности с името Алфонсо д’Есте.
Алфонсо IV д’Есте (на италиански: Alfonso IV. d’Este; * 12 (вероятно) февруари 1634, Модена, Херцогство Модена и Реджо; † 16 юли 1662, пак там) от рода Есте е от 1658 г. до смъртта си херцог на Модена и Реджо.

## Произход
Той е второто дете на херцог Франческо I д’Есте (* 1610, † 1658) и на първата му съпруга Мария Катерина Фарнезе (* 1615, † 1646). Негови дядо и баба по бащина линия са Алфонсо III д’Есте, херцог на Модена и Реджо, и принцеса Изабела Савойска, а по майчина – Ранучо I Фарнезе, херцог на Парма и Пиаченца, и принцеса Маргерита Алдобрандини. Има четири братя и четири сестри:
- Алфонсо Джовани Мария (* 1632, † 1632)
- Изабела (* 1635; † 1666), херцогиня на Парма и Пиаченца като съпруга на Ранучо II Фарнезе;
- Леонора (* 1639, † 1640);
- Тедалдо (* 1640, † 1643);
- Алмерико (* 1641; † 1660), генерал;
- Елеонора (* 1643; † 1722), монахиня;
- Мария (* 1644, † 1684), херцогиня на Парма и Пиаченца като съпруга на Ранучо II Фарнезе, вдовец на сестра ѝ Изабела;
- Тедалдо (* 1646, † 1646).

Има една полусестра и един полубрат – Риналдо, кардинал (1688 – 1695) от втория и третия брак на баща си.

## Биография
Той се бие за баща си срещу испанците и е назначен за генерал на френските армии в Италия.
Той наследява баща си, но поради смъртта му в млада възраст поради подагра и туберкулоза управлението му продължава само четири години, в които се поставя край на войната между Франция и Испания и окончателно е придобит Кореджо, откъдето си тръгва испанският гарнизон.
На 27 май 1655 г. се жени за графиня Лаура Мартиноци († 1687), дъщеря на Джеронимо Мартиноци, маркграф на Фано, и на съпругата му Лаура Маргерита Мазарини, сестра на кардинал Мазарини. Женитбата става чрез представител в двореца в Компиен. Годеникът е представен от Евгений Маврикий Савойски-Каринян, бащата на прочутия принц Евгений Савойски-Каринян.
Алфонсо IV д’Есте умира на 16 юли 1662 г. на 27 г. и е погребан в църквата „Сан Виченцо“ в Модена. Вдовицата му става регентка от името на сина им Франческо II д’Есте – единствената жена в историята на херцогството, която не предвижда наследяване по женска линия.

## Брак и потомство
Алфонсо IV д’Есте и Лаура Мартиноци (* 27 май 1639, † 19 юли 1687) имат три деца:
- Франческо д’Есте (* 21 август 1657, † 4 октомври 1658)
- Мария Беатриче д’Есте (* 5 октомври 1658, Модена; † 7 май 1718, Сен Жармен ан Ле), чрез брак кралица на Англия (1685 – 1688) като Мария Моденска; ∞ 1 декември 1673 за английския крал Джеймс II (* 1633, † 1701), от когото има 12 деца;
- Франческо II д’Есте (* 6 март 1660, Модена; † 6 септември 1694, Сасуоло), херцог на Модена и Реджо, ∞ 14 юли 1692 за Маргерита Фарнезе (* 1664, † 1718), дъщеря на Ранучо II Фарнезе, херцог на Парма, от която има няма деца.  - Лаура Мартиноци, dypruga
  - Мария Беатриче, дъщеря
  - Франческо II, син